# Júlio Baptista
Júlio César Clemente Baptista (San Paolo, 1º ottobre 1981) è un allenatore di calcio ed ex calciatore brasiliano con passaporto spagnolo, di ruolo attaccante.
Per la sua forza fisica era soprannominato Carro Armato o La Bestia.

## Carriera

### Club

#### Spagna
Ha iniziato la sua carriera professionistica nel 2000 come centrocampista con il San Paolo, prima di passare al Siviglia nel 2003. Nella squadra spagnola, egli ha collezionato 63 presenze, segnando un totale di 38 gol, e mutando la propria posizione in attaccante.
Il 29 luglio 2005 firmò un contratto quinquennale con il Real Madrid, con uno stipendio annuo di 3,2 milioni: nella prima stagione a Madrid, segnò 8 reti in 32 incontri.

#### Arsenal e il ritorno al Real Madrid

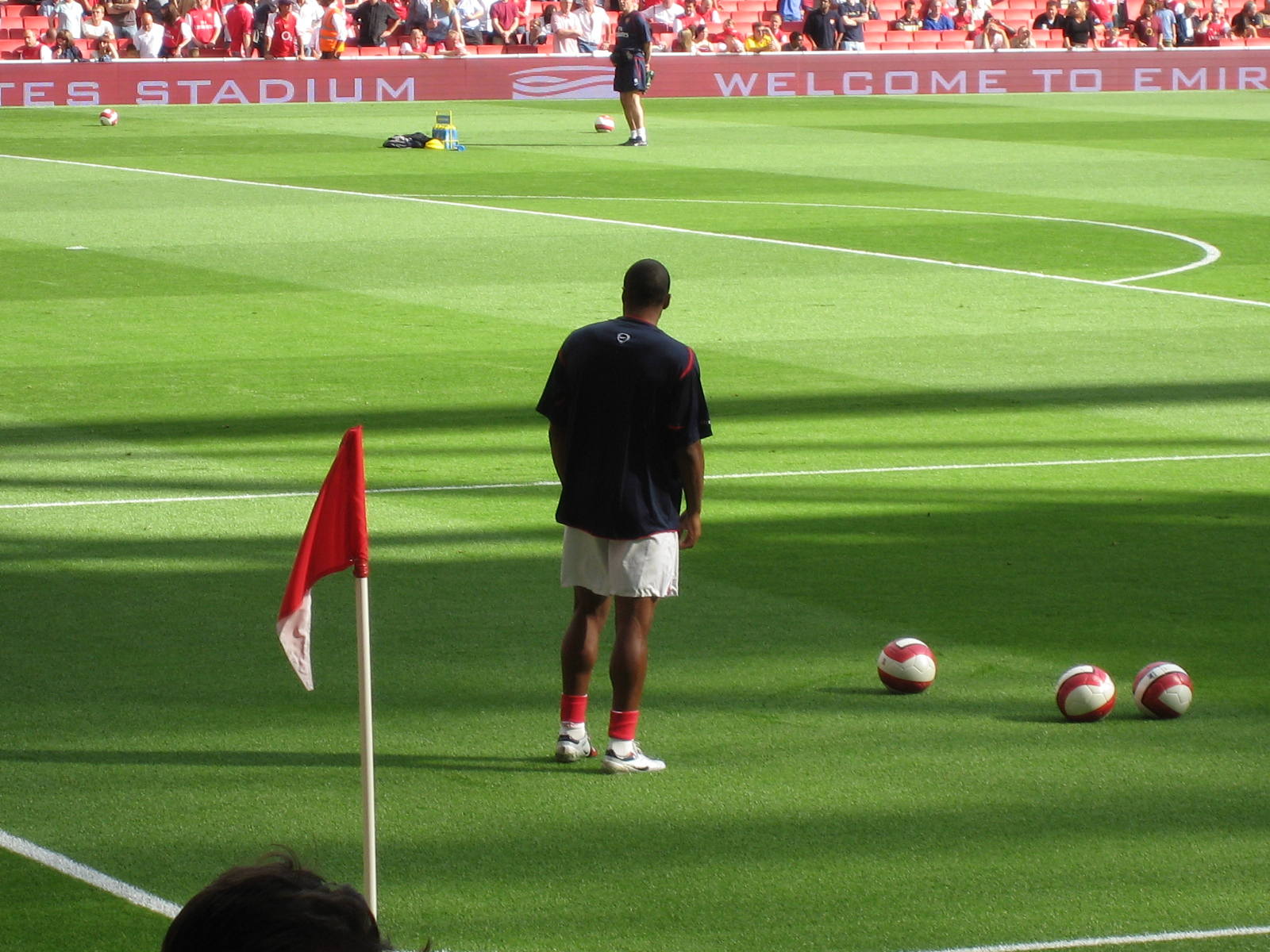
Baptista si riscalda sul campo dell'Emirates Stadium nel 2006.

Il 31 agosto 2006 passò all'Arsenal, nell'ambito di uno scambio con José Antonio Reyes. Esordì in Premier League il 9 settembre, subentrando nella partita contro il Middlesbrough. Segnò il primo gol il 21 novembre, contro l'Amburgo.
Il 9 gennaio 2007, in occasione del quarto di finale di Coppa di lega inglese contro il Liverpool, realizza quattro reti (una delle quali, su un calcio di punizione dalla lunga distanza) contribuendo alla vittoria dei londinesi per 6-3: diviene in tal modo il primo calciatore dei Gunners a segnare più di tre reti in un incontro di coppa, e l'unico capace di mettere a segno una quaterna all'Anfield.
Il 24 maggio 2007 l'Arsenal non esercita il diritto di riscatto per l'esosa cifra chiesta dai galattici.

#### Roma
Il 14 agosto 2008 firma un contratto quadriennale con la Roma, percependo 4,5 milioni di euro lordi. Al Real Madrid viene accordata una cifra di 9 milioni di euro pagabili in 3 anni più un corrispettivo variabile di 1 milione di euro, per i successivi 4 anni, in caso di qualificazione alla Champions League per un massimo di 2 milioni. Il 20 agosto, appena giunto nella capitale italiana, insieme ai compagni Doni, Panucci, Okaka, Totti e all'allenatore Luciano Spalletti, porta il feretro del presidente della società giallorossa Franco Sensi deceduto tre giorni prima.
Esordisce con i giallorossi il 24 agosto nella gara di Supercoppa italiana persa contro l'Inter, realizzando un rigore della sequenza finale. Il 31 agosto fa il suo debutto in Serie A, scendendo in campo nell'incontro Roma-Napoli (1-1): il 13 settembre segna la sua prima rete con la nuova squadra, contro il Palermo (grazie all'assist di Stefano Okaka). Il 1º ottobre, giorno del suo ventisettesimo compleanno, realizza una doppietta nella partita di Champions League contro il Bordeaux contribuendo al successo dei capitolini per 3-1. Il 16 novembre decide la stracittadina con una rete di testa, su assist di Francesco Totti. Il 18 gennaio 2009 un suo gol in rovesciata, al 91', permette alla Roma di vincere sul campo del Torino; il 15 marzo segna la prima doppietta nel massimo campionato, consentendo ai giallorossi di pareggiare 2-2 contro la Sampdoria. Chiude la prima stagione in Italia con 12 reti, di cui 9 in Serie A.
Nel campionato 2009-2010 segna per la prima volta il 13 febbraio 2010, andando in gol contro il Palermo. Si ripete il 28 febbraio segnando una rete contro il Napoli: segna poi il 24 marzo, nell'incontro vinto 2-0 in casa del Bologna.

#### Málaga
Il 3 gennaio 2011 viene acquistato dal Málaga per la cifra di 2,5 milioni di euro. Il 22 gennaio, segna il suo primo gol con la maglia del Malaga, nella partita persa per 4-3 con il Valencia. Il 10 maggio contro lo Sporting Gijon segna il suo gol numero 100 in carriera. Termina il campionato con una media gol altissima, frutto di 12 presenze e 10 reti.
Nella stagione seguente non riesce a ripetersi per via di una serie di infortuni, il 19 novembre 2011 si frattura il piede destro. Il 7 dicembre si opera al tendine d'achille. Il 3 luglio 2012 si opera nuovamente.

#### Ritorno in Brasile
Il 24 luglio 2013 dopo appena aver rescisso consensualmente il contratto col Málaga, firma un biennale con il Cruzeiro, facendo così ritorno in Brasile.

#### Orlando City, Cluj e ritiro
L'11 marzo 2016 ritorna ad allenarsi con l'Orlando City. Dopo tredici giorni firma il contratto con la squadra americana. Il 24 novembre viene annunciato che il suo contratto non verrà rinnovato; lascia il club americano dopo aver collezionato 23 presenze e 6 gol.
Dopo una breve esperienza al Cluj nel 2018-2019, il 23 maggio 2019 annuncia il ritiro dal calcio giocato.

### Nazionale
Nazionale brasiliano dal 2001 al 2010, ha esordito durante la Confederations Cup 2001 nel pareggio (0-0) contro il Giappone: nel suo palmarès figurano due Copa América (2004, 2007) e due Confederations Cup (2005, 2009). Il 15 luglio 2007, nella finale di Copa América, ha segnato dopo quattro minuti la prima rete dell'incontro vinto per 3-0 sull'Argentina.
Presente alle qualificazioni per il campionato del mondo 2010, viene convocato anche per la fase finale riportando una presenza.

## Allenatore
Nel maggio 2020 viene scelto per guidare la categoria Juvenil A del Real Valladolid.

## Statistiche

### Presenze e reti nei club
Statistiche aggiornate al 23 maggio 2019.
| Stagione           | Squadra            | Campionato         | Campionato | Campionato | Coppe nazionali | Coppe nazionali | Coppe nazionali | Altre coppe | Altre coppe | Altre coppe | Coppe europee | Coppe europee | Coppe europee | Totale | Totale |
| Stagione           | Squadra            | Comp               | Pres       | Reti       | Comp            | Pres            | Reti            | Comp        | Pres        | Reti        | Comp          | Pres          | Reti          | Pres   | Reti   |
| ------------------ | ------------------ | ------------------ | ---------- | ---------- | --------------- | --------------- | --------------- | ----------- | ----------- | ----------- | ------------- | ------------- | ------------- | ------ | ------ |
| 2000               | San Paolo          | CJH                | 14         | 0          | -               | -               | -               | -           | -           | -           | -             | -             | -             | 14     | 0      |
| 2001               | San Paolo          | A                  | 25         | 4          | -               | -               | -               | -           | -           | -           | -             | -             | -             | 25     | 4      |
| 2002               | San Paolo          | A                  | 21         | 3          | -               | -               | -               | -           | -           | -           | -             | -             | -             | 21     | 3      |
| 2003               | San Paolo          | A                  | 15         | 3          | -               | -               | -               | -           | -           | -           | -             | -             | -             | 15     | 3      |
| Totale San Paolo   | Totale San Paolo   | Totale San Paolo   | 75         | 10         |                 | -               | -               |             | -           | -           |               | -             | -             | 75     | 10     |
| 2003-2004          | Siviglia           | PD                 | 30         | 20         | CR              | 6               | 4               | -           | -           | -           | -             | -             | -             | 36     | 24     |
| 2004-2005          | Siviglia           | PD                 | 33         | 18         | CR              | 2               | 0               | CU          | 8           | 5           | -             | -             | -             | 43     | 23     |
| Totale Siviglia    | Totale Siviglia    | Totale Siviglia    | 63         | 38         |                 | 8               | 4               |             | 8           | 5           |               | -             | -             | 79     | 47     |
| 2005-2006          | Real Madrid        | PD                 | 32         | 8          | CR              | 6               | 1               | UCL         | 7           | 0           | -             | -             | -             | 45     | 9      |
| 2006-2007          | Arsenal            | PL                 | 24         | 3          | FACup+CdL       | 4+3             | 0+6             | UCL         | 4           | 1           | -             | -             | -             | 35     | 10     |
| 2007-2008          | Real Madrid        | PD                 | 27         | 3          | CR              | 1               | 0               | UCL         | 3           | 1           | SS            | 2             | 0             | 33     | 4      |
| Totale Real Madrid | Totale Real Madrid | Totale Real Madrid | 59         | 11         |                 | 7               | 1               |             | 10          | 2           |               | 2             | 0             | 78     | 13     |
| 2008-2009          | Roma               | A                  | 27         | 9          | CI              | 2               | 1               | UCL         | 6           | 2           | SI            | 1             | 0             | 36     | 12     |
| 2009-2010          | Roma               | A                  | 23         | 3          | CI              | 3               | 1               | UEL         | 6           | 0           | -             | -             | -             | 32     | 4      |
| 2010-gen. 2011     | Roma               | A                  | 7          | 0          | CI              | 0               | 0               | UCL         | 1           | 0           | SI            | 0             | 0             | 8      | 0      |
| Totale Roma        | Totale Roma        | Totale Roma        | 57         | 12         |                 | 5               | 2               |             | 13          | 2           |               | 1             | 0             | 76     | 16     |
| gen.-giu. 2011     | Málaga             | PD                 | 8          | 8          | CR              | 0               | 0               | -           | -           | -           | -             | -             | -             | 8      | 8      |
| 2011-2012          | Málaga             | PD                 | 4          | 1          | CR              | 0               | 0               | -           | -           | -           | -             | -             | -             | 4      | 1      |
| 2012-2013          | Málaga             | PD                 | 14         | 4          | CR              | 0               | 0               | UCL         | 4           | 0           | -             | -             | -             | 18     | 4      |
| Totale Malaga      | Totale Malaga      | Totale Malaga      | 24         | 13         |                 | 0               | 0               |             | 4           | 0           |               | -             | -             | 30     | 13     |
| 2013               | Cruzeiro           | M1/MG+A            | 0+13       | 5          | CB              | 1               | 0               | -           | -           | -           | -             | -             | -             | 14     | 5      |
| 2014               | Cruzeiro           | M1/MG+A            | 11+14      | 3+4        | CB              | 6               | 2               | CL          | 8           | 2           | -             | -             | -             | 39     | 11     |
| 2015               | Cruzeiro           | M1/MG+A            | 1+2        | 0          | CB              | 0               | 0               | -           | -           | -           | -             | -             | -             | 3      | 0      |
| Totale Cruzeiro    | Totale Cruzeiro    | Totale Cruzeiro    | 12+29      | 3+9        |                 | 7               | 2               |             | 8           | 2           |               | -             | -             | 56     | 16     |
| 2016               | Orlando City       | MLS                | 23         | 6          | LHUSOC          | 1               | 0               | -           | -           | -           | -             | -             | -             | 24     | 6      |
| 2018-2019          | CFR Cluj           | LI                 | 2          | 0          | CR              | -               | -               | UEL         | 1           | 0           | -             | -             | -             | 3      | 0      |
| Totale carriera    | Totale carriera    | Totale carriera    | 338        | 100        |                 | 34              | 14              |             | 48          | 11          |               | 3             | 0             | 450    | 130    |

### Cronologia presenze e reti in nazionale
| Cronologia completa delle presenze e delle reti in nazionale ― Brasile | Cronologia completa delle presenze e delle reti in nazionale ― Brasile | Cronologia completa delle presenze e delle reti in nazionale ― Brasile | Cronologia completa delle presenze e delle reti in nazionale ― Brasile | Cronologia completa delle presenze e delle reti in nazionale ― Brasile | Cronologia completa delle presenze e delle reti in nazionale ― Brasile | Cronologia completa delle presenze e delle reti in nazionale ― Brasile | Cronologia completa delle presenze e delle reti in nazionale ― Brasile |
| Data                                                                   | Città                                                                  | In casa                                                                | Risultato                                                              | Ospiti                                                                 | Competizione                                                           | Reti                                                                   | Note                                                                   |
| ---------------------------------------------------------------------- | ---------------------------------------------------------------------- | ---------------------------------------------------------------------- | ---------------------------------------------------------------------- | ---------------------------------------------------------------------- | ---------------------------------------------------------------------- | ---------------------------------------------------------------------- | ---------------------------------------------------------------------- |
| 4-6-2001                                                               | Kashima                                                                | Giappone                                                               | 0 – 0                                                                  | Brasile                                                                | Conf. Cup 2001 - 1º turno                                              | -                                                                      |                                                                        |
| 9-6-2001                                                               | Ulsan                                                                  | Australia                                                              | 1 – 0                                                                  | Brasile                                                                | Conf. Cup 2001 - Finale 3º posto                                       | -                                                                      |                                                                        |
| 13-7-2003                                                              | Città del Messico                                                      | Messico                                                                | 1 – 0                                                                  | Brasile                                                                | Gold Cup 2003 - 1º turno                                               | -                                                                      | [ 21 ]                                                                 |
| 15-7-2003                                                              | Città del Messico                                                      | Honduras                                                               | 1 – 2                                                                  | Brasile                                                                | Gold Cup 2003 - 1º turno                                               | -                                                                      | [ 21 ]                                                                 |
| 19-7-2003                                                              | Miami                                                                  | Colombia                                                               | 0 – 2                                                                  | Brasile                                                                | Gold Cup 2003 - 1º turno                                               | -                                                                      | [ 21 ]                                                                 |
| 23-7-2003                                                              | Miami                                                                  | Stati Uniti                                                            | 1 – 2 gg                                                               | Brasile                                                                | Gold Cup 2003 - Semifinale                                             | -                                                                      | [ 21 ]                                                                 |
| 27-7-2003                                                              | Città del Messico                                                      | Brasile                                                                | 0 – 1 gg                                                               | Messico                                                                | Gold Cup 2003 - Finale                                                 | -                                                                      | 2º posto                                                               |
| 18-2-2004                                                              | Dublino                                                                | Irlanda                                                                | 0 – 0                                                                  | Brasile                                                                | Amichevole                                                             | -                                                                      |                                                                        |
| 28-4-2004                                                              | Budapest                                                               | Ungheria                                                               | 1 – 4                                                                  | Brasile                                                                | Amichevole                                                             | -                                                                      |                                                                        |
| 20-5-2004                                                              | Saint-Denis                                                            | Francia                                                                | 0 – 0                                                                  | Brasile                                                                | Amichevole                                                             | -                                                                      |                                                                        |
| 3-6-2004                                                               | Belo Horizonte                                                         | Brasile                                                                | 3 – 0                                                                  | Argentina                                                              | Qual. Mondiali 2006                                                    | -                                                                      |                                                                        |
| 6-6-2004                                                               | Santiago del Cile                                                      | Cile                                                                   | 1 – 1                                                                  | Brasile                                                                | Qual. Mondiali 2006                                                    | -                                                                      |                                                                        |
| 21-7-2004                                                              | Lima                                                                   | Uruguay                                                                | 1 – 1                                                                  | Brasile                                                                | Coppa America 2004 - Semifinale                                        | -                                                                      |                                                                        |
| 8-9-2004                                                               | Berlino                                                                | Germania                                                               | 1 – 1                                                                  | Brasile                                                                | Amichevole                                                             | -                                                                      |                                                                        |
| 9-2-2005                                                               | Hong Kong                                                              | Hong Kong                                                              | 1 – 7                                                                  | Brasile                                                                | Lunar New Year Cup 2005                                                | -                                                                      |                                                                        |
| 22-6-2005                                                              | Colonia                                                                | Giappone                                                               | 2 – 2                                                                  | Brasile                                                                | Conf. Cup 2005 - 1º turno                                              | -                                                                      |                                                                        |
| 25-6-2005                                                              | Norimberga                                                             | Germania                                                               | 2 – 3                                                                  | Brasile                                                                | Conf. Cup 2005 - Semifinale                                            | -                                                                      |                                                                        |
| 17-8-2005                                                              | Spalato                                                                | Croazia                                                                | 1 – 1                                                                  | Brasile                                                                | Amichevole                                                             | -                                                                      |                                                                        |
| 9-10-2005                                                              | La Paz                                                                 | Bolivia                                                                | 1 – 1                                                                  | Brasile                                                                | Qual. Mondiali 2006                                                    | -                                                                      |                                                                        |
| 16-8-2006                                                              | Oslo                                                                   | Norvegia                                                               | 1 – 1                                                                  | Brasile                                                                | Amichevole                                                             | -                                                                      |                                                                        |
| 3-9-2006                                                               | Londra                                                                 | Brasile                                                                | 3 – 0                                                                  | Argentina                                                              | Amichevole                                                             | -                                                                      |                                                                        |
| 5-9-2006                                                               | Londra                                                                 | Galles                                                                 | 0 – 2                                                                  | Brasile                                                                | Amichevole                                                             | -                                                                      |                                                                        |
| 1-7-2007                                                               | Maturín                                                                | Cile                                                                   | 0 – 3                                                                  | Brasile                                                                | Coppa America 2007 - 1º turno                                          | -                                                                      |                                                                        |
| 4-7-2007                                                               | Puerto La Cruz                                                         | Ecuador                                                                | 0 – 1                                                                  | Brasile                                                                | Coppa America 2007 - 1º turno                                          | -                                                                      |                                                                        |
| 7-7-2007                                                               | Puerto La Cruz                                                         | Cile                                                                   | 1 – 6                                                                  | Brasile                                                                | Coppa America 2007 - Quarti di finale                                  | 1                                                                      |                                                                        |
| 10-7-2007                                                              | Maracaibo                                                              | Uruguay                                                                | 2 – 2 dts (4 – 5 dtr)                                                  | Brasile                                                                | Coppa America 2007 - Semifinale                                        | 1                                                                      |                                                                        |
| 15-7-2007                                                              | Maracaibo                                                              | Argentina                                                              | 0 – 3                                                                  | Brasile                                                                | Coppa America 2007 - Finale                                            | 1                                                                      | 8º titolo                                                              |
| 22-8-2007                                                              | Montpellier                                                            | Algeria                                                                | 0 – 2                                                                  | Brasile                                                                | Amichevole                                                             | -                                                                      |                                                                        |
| 9-9-2007                                                               | Chicago                                                                | Stati Uniti                                                            | 1 – 4                                                                  | Brasile                                                                | Amichevole                                                             | -                                                                      |                                                                        |
| 12-9-2007                                                              | Boston                                                                 | Messico                                                                | 1 – 3                                                                  | Brasile                                                                | Amichevole                                                             | -                                                                      |                                                                        |
| 14-10-2007                                                             | Bogotà                                                                 | Colombia                                                               | 0 – 0                                                                  | Brasile                                                                | Qual. Mondiali 2010                                                    | -                                                                      |                                                                        |
| 18-11-2007                                                             | Lima                                                                   | Perù                                                                   | 1 – 1                                                                  | Brasile                                                                | Qual. Mondiali 2010                                                    | -                                                                      |                                                                        |
| 6-2-2008                                                               | Dublino                                                                | Irlanda                                                                | 0 – 1                                                                  | Brasile                                                                | Amichevole                                                             | -                                                                      |                                                                        |
| 26-3-2008                                                              | Londra                                                                 | Svezia                                                                 | 0 – 1                                                                  | Brasile                                                                | Amichevole                                                             | -                                                                      |                                                                        |
| 31-5-2008                                                              | Seattle                                                                | Canada                                                                 | 2 – 3                                                                  | Brasile                                                                | Amichevole                                                             | -                                                                      |                                                                        |
| 15-6-2008                                                              | Asunción                                                               | Paraguay                                                               | 2 – 0                                                                  | Brasile                                                                | Qual. Mondiali 2010                                                    | -                                                                      |                                                                        |
| 18-6-2008                                                              | Belo Horizonte                                                         | Brasile                                                                | 0 – 0                                                                  | Argentina                                                              | Qual. Mondiali 2010                                                    | -                                                                      |                                                                        |
| 10-9-2008                                                              | Rio de Janeiro                                                         | Brasile                                                                | 0 – 0                                                                  | Bolivia                                                                | Qual. Mondiali 2010                                                    | -                                                                      |                                                                        |
| 10-2-2009                                                              | Londra                                                                 | Brasile                                                                | 2 – 0                                                                  | Italia                                                                 | Amichevole                                                             | -                                                                      |                                                                        |
| 29-3-2009                                                              | Quito                                                                  | Ecuador                                                                | 1 – 1                                                                  | Brasile                                                                | Qual. Mondiali 2010                                                    | 1                                                                      |                                                                        |
| 6-6-2009                                                               | Montevideo                                                             | Uruguay                                                                | 0 – 4                                                                  | Brasile                                                                | Qual. Mondiali 2010                                                    | -                                                                      |                                                                        |
| 18-6-2009                                                              | Johannesburg                                                           | Stati Uniti                                                            | 0 – 3                                                                  | Brasile                                                                | Conf. Cup 2009 - 1º turno                                              | -                                                                      |                                                                        |
| 12-8-2009                                                              | Tallinn                                                                | Estonia                                                                | 0 – 1                                                                  | Brasile                                                                | Amichevole                                                             | -                                                                      |                                                                        |
| 9-9-2009                                                               | Salvador                                                               | Brasile                                                                | 4 – 2                                                                  | Cile                                                                   | Qual. Mondiali 2010                                                    | 1                                                                      |                                                                        |
| 14-11-2009                                                             | Doha                                                                   | Brasile                                                                | 1 – 0                                                                  | Inghilterra                                                            | Amichevole                                                             | -                                                                      |                                                                        |
| 17-11-2009                                                             | Mascate                                                                | Oman                                                                   | 0 – 2                                                                  | Brasile                                                                | Amichevole                                                             | -                                                                      |                                                                        |
| 6-2-2010                                                               | Harare                                                                 | Zimbabwe                                                               | 0 – 3                                                                  | Brasile                                                                | Amichevole                                                             | -                                                                      |                                                                        |
| 25-6-2010                                                              | Durban                                                                 | Portogallo                                                             | 0 – 0                                                                  | Brasile                                                                | Mondiali 2010 - 1º turno                                               | -                                                                      |                                                                        |
| Totale                                                                 |                                                                        | Presenze                                                               | 48                                                                     |                                                                        | Reti                                                                   | 5                                                                      |                                                                        |

| Cronologia completa delle presenze e delle reti in nazionale (partite non ufficiali) ― Brasile | Cronologia completa delle presenze e delle reti in nazionale (partite non ufficiali) ― Brasile | Cronologia completa delle presenze e delle reti in nazionale (partite non ufficiali) ― Brasile | Cronologia completa delle presenze e delle reti in nazionale (partite non ufficiali) ― Brasile | Cronologia completa delle presenze e delle reti in nazionale (partite non ufficiali) ― Brasile | Cronologia completa delle presenze e delle reti in nazionale (partite non ufficiali) ― Brasile | Cronologia completa delle presenze e delle reti in nazionale (partite non ufficiali) ― Brasile | Cronologia completa delle presenze e delle reti in nazionale (partite non ufficiali) ― Brasile |
| Data                                                                                           | Città                                                                                          | In casa                                                                                        | Risultato                                                                                      | Ospiti                                                                                         | Competizione                                                                                   | Reti                                                                                           | Note                                                                                           |
| ---------------------------------------------------------------------------------------------- | ---------------------------------------------------------------------------------------------- | ---------------------------------------------------------------------------------------------- | ---------------------------------------------------------------------------------------------- | ---------------------------------------------------------------------------------------------- | ---------------------------------------------------------------------------------------------- | ---------------------------------------------------------------------------------------------- | ---------------------------------------------------------------------------------------------- |
| 26-5-2001                                                                                      | Tokyo                                                                                          | Tokyo Verdy                                                                                    | 0 – 2                                                                                          | Brasile                                                                                        |                                                                                                | 1                                                                                              |                                                                                                |
| 25-5-2004                                                                                      | Barcellona                                                                                     | Catalogna                                                                                      | 2 – 5                                                                                          | Brasile                                                                                        |                                                                                                | 2                                                                                              |                                                                                                |
| 6-9-2005                                                                                       | Siviglia                                                                                       | Siviglia                                                                                       | 1 – 1                                                                                          | Brasile                                                                                        |                                                                                                | -                                                                                              |                                                                                                |
| Totale                                                                                         |                                                                                                | Presenze                                                                                       | 3                                                                                              |                                                                                                | Reti                                                                                           | 3                                                                                              |                                                                                                |

| Cronologia completa delle presenze e delle reti in nazionale ― Brasile olimpica | Cronologia completa delle presenze e delle reti in nazionale ― Brasile olimpica | Cronologia completa delle presenze e delle reti in nazionale ― Brasile olimpica | Cronologia completa delle presenze e delle reti in nazionale ― Brasile olimpica | Cronologia completa delle presenze e delle reti in nazionale ― Brasile olimpica | Cronologia completa delle presenze e delle reti in nazionale ― Brasile olimpica | Cronologia completa delle presenze e delle reti in nazionale ― Brasile olimpica | Cronologia completa delle presenze e delle reti in nazionale ― Brasile olimpica |
| Data                                                                            | Città                                                                           | In casa                                                                         | Risultato                                                                       | Ospiti                                                                          | Competizione                                                                    | Reti                                                                            | Note                                                                            |
| ------------------------------------------------------------------------------- | ------------------------------------------------------------------------------- | ------------------------------------------------------------------------------- | ------------------------------------------------------------------------------- | ------------------------------------------------------------------------------- | ------------------------------------------------------------------------------- | ------------------------------------------------------------------------------- | ------------------------------------------------------------------------------- |
| 14-1-2003                                                                       | Doha                                                                            | Norvegia                                                                        | 1 – 1                                                                           | Brasile                                                                         | Amichevole                                                                      | -                                                                               | Torneo del Qatar                                                                |
| 16-1-2003                                                                       | Doha                                                                            | Brasile                                                                         | 2 – 0                                                                           | Rep. Ceca                                                                       | Amichevole                                                                      | -                                                                               | Torneo del Qatar                                                                |
| 20-1-2003                                                                       | Doha                                                                            | Brasile                                                                         | 1 – 1                                                                           | Egitto                                                                          | Amichevole                                                                      | -                                                                               | Torneo del Qatar                                                                |
| 22-1-2003                                                                       | Doha                                                                            | Brasile                                                                         | 3 – 2                                                                           | Cina                                                                            | Amichevole                                                                      | 2                                                                               | Torneo del Qatar                                                                |
| 24-1-2003                                                                       | Doha                                                                            | Brasile                                                                         | 4 – 2                                                                           | Germania                                                                        | Amichevole                                                                      | 1                                                                               | Torneo del Qatar                                                                |
| Totale                                                                          |                                                                                 | Presenze                                                                        | 5                                                                               |                                                                                 | Reti                                                                            | 3                                                                               |                                                                                 |

## Palmarès

### Club

#### Competizioni statali
- Copa São Paulo de Juniores: 1

San Paolo: 2000
- Campionato paulista: 1

San Paolo: 2000
- Torneo Rio-San Paolo: 1

San Paolo: 2001
- Supercampeonato Paulista: 1

San Paolo: 2002
- Campionato Mineiro: 1

Cruzeiro: 2014

#### Competizioni nazionali
- Campionato spagnolo: 1

Real Madrid: 2007-2008
- Campionato brasiliano: 2

Cruzeiro: 2013, 2014
- Campionato rumeno: 1

Cluj: 2018-2019

### Nazionale
- Coppa America: 2

2004, 2007
- Confederations Cup: 2

2005, 2009

### Individuale
- Capocannoniere della Football League Cup: 1

2006-2007 (6 gol)